# Phyllanthus robustus
Phyllanthus robustus là một loài thực vật có hoa trong họ Diệp hạ châu. Loài này được Mart. ex Colla miêu tả khoa học đầu tiên năm 1836.